# Indotritia javensis
Indotritia javensis är en kvalsterart som först beskrevs av Sellnick 1923.  Indotritia javensis ingår i släktet Indotritia och familjen Oribotritiidae. Inga underarter finns listade.